# Kloster Sulz (Kloster)

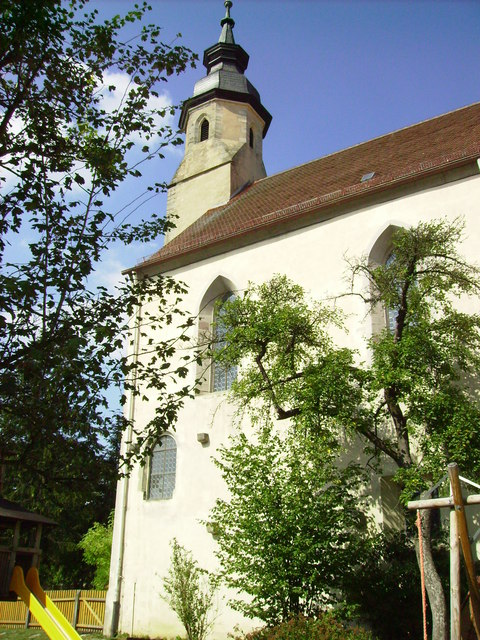
Klosterkirche St. Maria

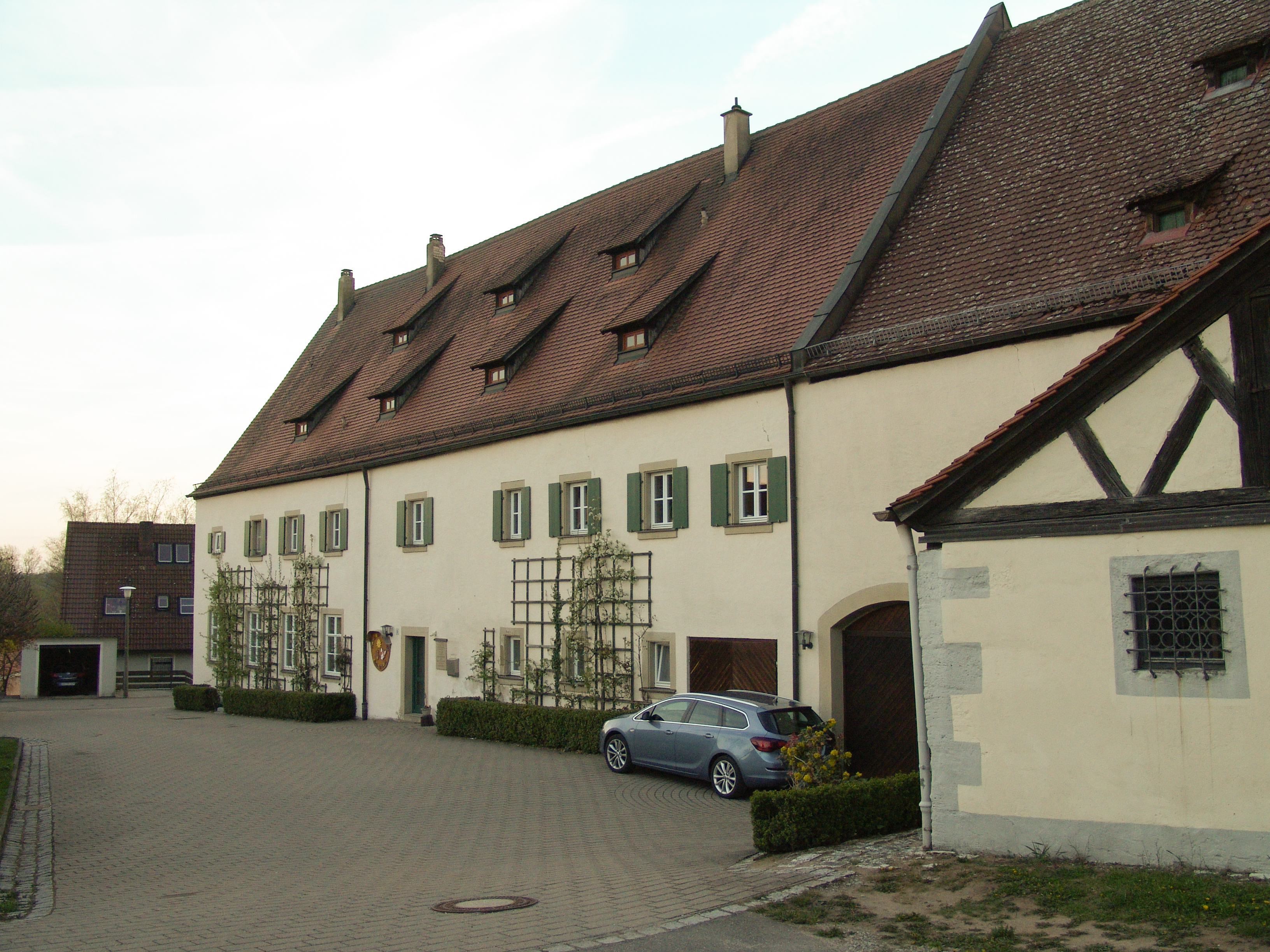
Klostergebäude

Das Kloster Sulz  ist ein ehemaliges Kloster der Prämonstratenserinnen im Dorf Kloster Sulz in der Gemeinde Dombühl in Bayern. Der Ort gehört zur Diözese Eichstätt.

## Geschichte
Das Frauenstift wurde um 1200 wahrscheinlich durch die Herren von Wahrberg gegründet und als Mitglied der Prämonstratenser-Zirkarie Ilgeld dem Abt von Zell bei Würzburg unterstellt. Das Kloster war seiner Schutzheiligen der Heiligen Maria geweiht. Nachrichten und Belege über die ersten Jahrzehnte des Chorfrauenkonvents existieren nicht, da die ganze Anlage bei einem Brand im Jahr 1260 zerstört wurde, ebenso das Archiv des Hauses.
Die Burggrafen von Nürnberg bzw. die späteren Markgrafen von Brandenburg-Ansbach fungierten als Schutzvögte des Konvents. Ein Chorherr aus der Abtei Oberzell war als Spiritual mit der geistlichen Betreuung der Schwestern beauftragt; zumeist hatte er auch das Amt des Propstes über die Chorfrauen inne. Das kleine, aber vermögende Stift hatte durchwegs adlige Mitglieder, die ansehnliche Vermögen mitbrachten. Die Vorsteherin führte den Titel magistra et abbatissa bzw. später Meisterin von Sulz und verfügte über eine stattliche Wohnung, um das Damenstift angemessen repräsentieren zu können. In der Hand der Meisterin lagen sowohl die Stiftsverwaltung, Kassenführung und die Kontakte zur Außenwelt, sowie die Disziplinargewalt über alle Mitglieder des Konventes. Die unverheirateten Töchter des umliegenden Adels fanden hier ihr standesgemäßes Auskommen. Bis zu zwölf Prämonstratenserinnen verbrachten hier ihre Zeit mit Beten und der Arbeit am Spinnrad. Die Namensliste der Meisterinnen von Sulz gleicht einem fränkischen Adelsalmanach: von Brugberg, Rotenburk, Stetten, Ödendorf, Vinsterloe, Wallenhausen, Seckendorff, Crailsheim, Aufsess, Lobenhausen. Eine von ihnen ereilte in Nürnberg ein großes Unglück, denn die Vorsteherin Margarete von Vinsterloe kam 1425 auf einer Reise bei einem Brand in einer Herberge ums Leben. Mit ihr fielen wichtige Dokumente und Archivalien, die sie mit sich geführt hatte, dem Brand zum Opfer, weshalb über die Gemeinschaft wenig in Erfahrung gebracht werden kann.
Der Stiftsdekan von Feuchtwangen Heinrich von Aurach wird in einer Urkunde des Klosters Sulz vom 25. August 1275 benannt.
Der Neubau der Kirche St. Maria erfolgte in den ersten Jahrzehnten des 14. Jahrhunderts im gotischen Stil. Unter der Meisterin Brigitta von Aufseß brannte die Kirche zweimal ab, jedoch wurde der um 1500 erfolgte Feuerschaden bis 1504 vollständig behoben. Kurz darauf waren die erlittenen Zerstörungen im Bauernkrieg im Jahr 1525 so nachhaltig, dass das Gebäude bis 1573 als Ruine dastand. Das Kloster wurde zudem durch das Landvolk völlig ausgeraubt (unter anderem der ganze Bestand an Vieh, Pferden, Getreide, Heu, Stroh und sogar die Federbetten gingen verloren), weshalb die meisten der Stiftsdamen zurück zu ihren Familien geflüchtet waren. In Feuchtwangen wurde im Beisein von Markgraf Kasimir am 4. Juli Allda ein Mönchlein, das zuvor im Frauenkloster zu Sulz ein Prediger gewesen und den aufrührerischen Bauern etliche Briefe geschrieben, mit dem Schwert gerichtet.
Wie viele Einrichtungen in der Markgrafschaft fiel auch das Stift Sulz der Reformation zum Opfer, denn im Jahr 1531 wurde durch den Markgrafen von Ansbach die Säkularisation durch Aussterben der geistlichen Gemeinschaft in die Wege geleitet. Mit dem Tod der letzten Frau von Sulz Barbara von Seckendorf 1556 erlosch der Konvent. Der Ansbacher Landtag hatte bereits 1539 den Stiftsbesitz zur Finanzierung einer neu zu gründenden Universität in Feuchtwangen, zusammen mit dem Vermögen des dortigen Augustiner-Chorherren-Stifts, bestimmt. Als sich dieses Projekt jedoch letztlich zerschlagen hatte, wurde das südlich an die Kirche anschließende zweistöckige Konventsgebäude zuerst als markgräfliches Jagdgut, dessen „Wildmeisterei“ heute noch vorhanden ist, verwendet. Ab 1802 wurde eine Schule mit Lehrerwohnung darin untergebracht. Im Lauf der Zeit hat man es den wechselnden Anforderungen immer wieder angepasst und dabei durch Umbauten stark verändert. Auf das frühere Stift der Prämonstratenserinnen weisen heute lediglich zwei Spitzbogentüren aus dem 14. Jahrhundert hin. 1573 erfolgte die Wiederherstellung der ehemaligen Stiftskirche als evangelische Pfarrkirche, wobei ein, der Donau-Schule nahe stehendes Holzepitaph, aus der Zeit um 1520 in der Kirche noch an das Wirken der Prämonstratenserinnen in Sulz erinnert.
1976 wurde das „Conventhaus“ zum Kindergarten umgebaut. Reste der Klostermauer sind heute noch vorhanden.
Vorhanden ist auch noch als Einzeldenkmal die ehemalige Klostermühle an der Sulzach (Klosterweg 2), ein stattlicher Bau des 15./16. Jahrhundert mit späteren Veränderungen und Nebengebäuden. Ein Zufluss der Sulzach entspringt einer Quelle im Garten des Pfarrhofes.